# Mutarara (Distrikt)

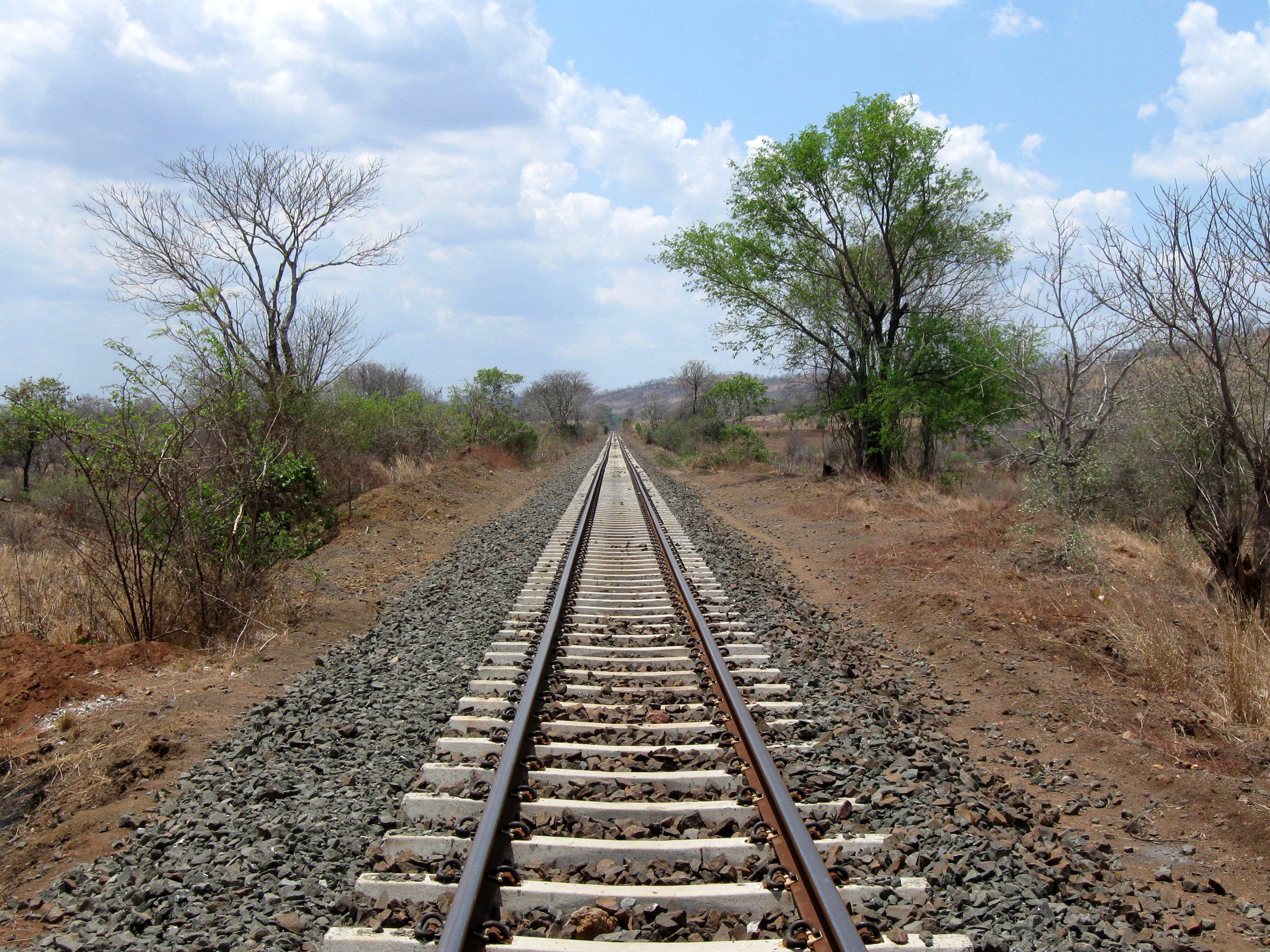
Sena-Bahnstrecke in Mutarara

Mutarara ist ein Distrikt der Provinz Tete in Mosambik mit Verwaltungssitz in Nhamayabue. Sein Gebiet grenzt im Norden an die Republik Malawi, im Westen an den Distrikt Moatize, im Süden an die Provinzen Sofala (Distrikte Chemba und Caia) und Manica (Distrikt Tambara) und im Osten an die Provinz Zambézia (Distrikte Morrumbala und Mopeia).

## Geographie
Der Distrikt Mutarara ist 6367 Quadratkilometer groß und hat 250.549 Einwohner (Stand 2013), das ergibt eine Bevölkerungsdichte von 39 Personen je Quadratkilometer.
Der westliche Teil des Landes ist die Ebene des Sambesi mit einer durchschnittlichen Höhe von 200 Meter. Der östliche Teil ist hügelig, die größte Erhebung ist der Berg Mulaca mit einer Höhe von 779,92 Metern. Neben dem Sambesi gibt es noch drei weitere permanente Flüsse, Chire, Dinde und Dziwe-dziwe.
Das Klima ist ein trockenes Steppenklima mit jährlichen Niederschlägen zwischen 500 und 800 Millimetern. Diese fallen hauptsächlich in den Monaten November bis März. Die jährliche Durchschnittstemperatur beträgt 26,5 Grad Celsius.
|                        | Jan  | Feb  | Mär  | Apr  | Mai  | Jun  | Jul  | Aug  | Sep  | Okt  | Nov  | Dez  |   |      |
| Mittl. Temperatur (°C) | 28,2 | 28,1 | 27,2 | 28   | 23,8 | 21,4 | 21,4 | 23   | 25,6 | 28,3 | 29,1 | 28,7 | ⌀ | 26,1 |
| Mittl. Tagesmax. (°C)  | 34,1 | 33,9 | 32,9 | 32,2 | 30,7 | 28,4 | 28,5 | 30,5 | 33,3 | 36,3 | 36,3 | 35   | ⌀ | 32,7 |
| Mittl. Tagesmin. (°C)  | 22,3 | 22,4 | 21,5 | 19,9 | 16,9 | 14,5 | 14,3 | 15,5 | 18   | 20,4 | 22   | 22,5 | ⌀ | 19,2 |
|                        |      |      |      |      |      |      |      |      |      |      |      |      |   |      |
| Niederschlag (mm)      | 175  | 150  | 129  | 39   | 22   | 17   | 12   | 10   | 10   | 11   | 86   | 132  | Σ | 793  |

| 22,3 |

| 22,4 |

| 21,5 |

| 19,9 |

| 16,9 |

| 14,5 |

| 14,3 |

| 15,5 |

| 18 |

| 20,4 |

| 22 |

| 22,5 |

| 22,3 |

| 22,4 |

| 21,5 |

| 19,9 |

| 16,9 |

| 14,5 |

| 14,3 |

| 15,5 |

| 18 |

| 20,4 |

| 22 |

| 22,5 |

## Geschichte
In der Gegend, die heute als Mutarara Velha bekannt ist, stand eine große Anzahl von Bäumen, die von den Bewohnern „Ntalala“ genannt wurden. Dies führte zum Namen Mutarara.

## Bevölkerung
| - Alter: Wie in vielen Distrikten in Mosambik ist die Bevölkerung sehr jung, beinahe fünfzig Prozent der Einwohner sind jünger als fünfzehn Jahre. - Religion: Etwa 60 Prozent der Bevölkerung sind Christen (Zionisten, Evangelisten, Katholiken, Anglikaner), etwa ein Prozent sind Muslime, ein Drittel bekennt sich zu keiner Religion. - Sprache: Die wichtigste Sprache ist Chisena, sie wird von über 90 Prozent der Bevölkerung gesprochen. Nur etwa ein Prozent spricht Portugiesisch. | Hier fehlt eine Grafik, die leider im Moment aus technischen Gründen nicht angezeigt werden kann. Wir arbeiten daran! Quelle:Instituto Nacional de Estatistica |

## Einrichtungen und Dienstleistungen
| - Schulen: Im Distrikt befinden sich 122 Grundschulen (Primárias) und acht weiterführende Schulen (Secundárias). Alle Schulen sind öffentlich, es gibt keine Privatschulen (Stand 2012). - Bildung: Vierzehn Prozent der Bevölkerung über 10 Jahren besuchten eine Grundschule, zwei Prozent eine weiterführende Schule und 0,2 Prozent machten eine weitere Ausbildung. 83 Prozent besuchten keine Schule (Stand 2007). Die Analphabetenrate ist hoch, besonders bei älteren Frauen. - Gesundheit: Im Distrikt gibt es ein Krankenhaus und zehn Gesundheitszentren. |

## Verwaltungsgliederung
Der Distrikt Mutarara ist in vier Verwaltungsposten (postos administrativos) unterteilt:
- Nhamayabue
- Chare
- Doa
- Inhamgoma[13]

## Wirtschaft und Infrastruktur
Im Jahr 2007 besaßen 46,7 Prozent der Haushalte ein Radio und 0,7 Prozent einen Fernseher. 48,6 Prozent hatten ein Fahrrad und 0,1 Prozent ein Auto.

### Landwirtschaft
| Im Distrikt gibt es 37.000 Bauernhöfe, die hauptsächlich Grundnahrungsmittel anbauen. Die Landwirtschaft wird meist von Familien manuell betrieben, wobei oft Frauen und Kinder zum Einsatz kommen. Es gibt kaum Bewässerungssysteme und da der Niederschlag gering ist, kommt es häufig zu Ernteausfällen durch Dürren. Andererseits können heftige Regenfälle auch zu Überschwemmungen führen, wie etwa im Feber 2019. Hauptsächlich angebaut werden Sorghum, Hirse, Mais und Süßkartoffel. In den letzten Jahren hat der Anbau von Gemüse, vor allem von Kohl, Paprika, Zwiebeln, Knoblauch und Tomaten, sowie von Sesam und Baumwolle zugenommen (Stand 2014). Für den Eigenbedarf werden Hühner, Enten und Ziegen, für die Vermarktung Rinder, Ziegen, Schweine und Schafe gezüchtet. | Hier fehlt eine Grafik, die leider im Moment aus technischen Gründen nicht angezeigt werden kann. Wir arbeiten daran! |

### Gewerbe, Handel
Kleine lokale Gewerbebetriebe entstehen als Alternative oder Ergänzung zur landwirtschaftlichen Tätigkeit. Mit Stand 2014 gibt es 240 gewerbliche Einrichtungen, davon 87 Müllereien. Zehn Pensionen mit insgesamt 211 Betten stehen Gästen zur Verfügung.
Das Handelsnetz des Distrikts ist klein, meist werden Grundnahrungsmittel wie Zucker, Salz, Seife und Öl von kleinen Straßenhändlern angeboten.

### Bodenschätze
An Bodenschätzen besitzt Mutarara Kohle, Eisen, Fluorit, Diamanten und Kalkstein.

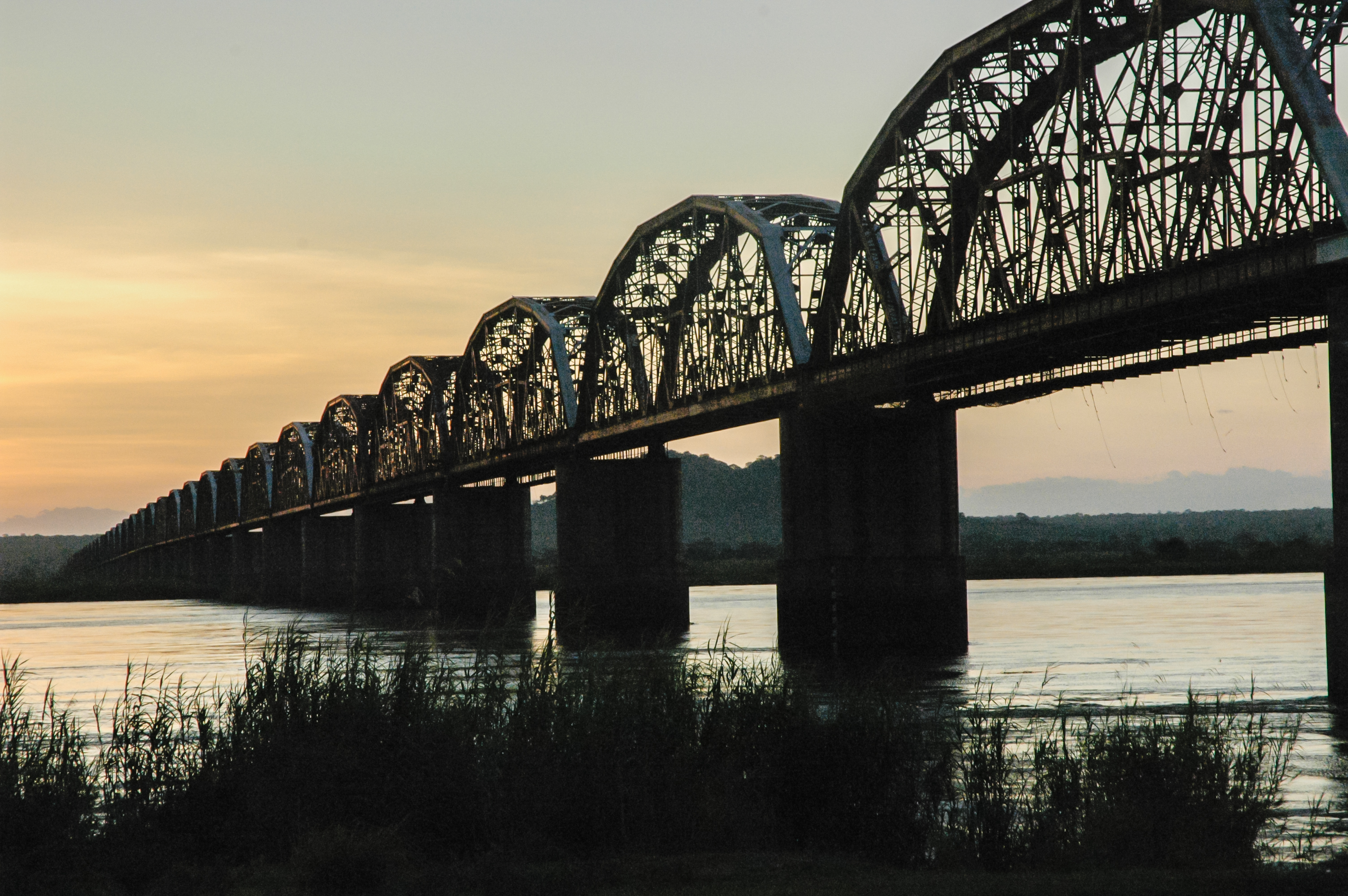
Dona-Ana-Eisenbahnbrücke über den Sambesi

### Verkehr
Straßen
Im Bezirk gibt es keine Nationalstraßen. Die wichtigsten Straßen sind die Regionalstraßen, die das Zentrum Nhamayabue mit den drei Verwaltungsposten verbindet.
Eisenbahn
Die Sena-Eisenbahnstrecke von Moatize nach Beira führt durch den Distrikt und quert bei Nhamayabue den Sambesi. Die Dona-Ana-Brücke ist mit 3,67 Kilometer Länge die fünftlängste Brücke in Afrika.